# Petříkovec
Petříkovec je potok na jižní Moravě. Je pravostranným přítokem říčky Okluky, do kterých se vlévá v Uherském Ostrohu. Pramení poblíž vrchu Hlaviny. Jeho tok je značně regulován, původní koryto bylo v důsledku budování Kunovického letiště odkloněno jihovýchodním směrem. V Kunovicích vodní tok protéká zastavěným územím, v Ostrožské Nové Vsi tvoří hranici přírodní památky Lázeňský mokřad a je součástí golfového hřiště. V místní části Chylice se do něj z levé strany vlévá jediný významnější přítok Chylický potok. Dále potok odvádí vodu z okolí Ostrožských jezer, až v Uherském Ostrohu ústí do Okluk nedaleko koryta řeky Moravy.
Potok dnes slouží k napájení rybníka v areálu zemědělského podniku v lokalitě Nový dvůr. Vodní stav značně kolísá v závislosti na meteorologických i klimatických podmínkách, běžně však dosahuje hladina výšky jen několika centimetrů. Okolí koryta zarůstá náletovými dřevinami, které však bývají pro zachování průtočné kapacity odstraňovány.